# Spidsmusmuldvarpe
Spidsmusmuldvarpe (Uropsilus) er en slægt af muldvarpefamilien, der lever endemisk i det skovrige, alpinlignende område, der findes i grænseegnene mellem Kina, Burma og Vietnam. De har lange snuder, lange slanke haler, udstående ører og små forpoter, der ikke er specielt udviklet til gravning. Selv om de ligner spidsmus en hel del hvad angår størrelse, udseende og tilsyneladende også levesteder, er de ikke desto mindre muldvarpe, da de har samme slags kindben som disse, mens kindbenet mangler fuldstændigt hos spidsmus.
Uropsilus er den eneste slægt af underfamilien Uropsilinae, en af tre underfamilier af muldvarpe, hvor de to andre er Talpinae (muldvarpe fra den gamle verden m.fl.) og Scalopinae (muldvarpe fra den nye verden). Der findes fire arter af Uropsilus:
- U. andersoni
- U. gracilis
- U. investigator
- U. soricipes